# Ronald Allen
Ronald Allen (16 de diciembre de 1930-18 de junio de 1991) fue un actor teatral, cinematográfico y televisivo de nacionalidad británica.

## Biografía
Su nombre completo era Ronald John Allen, y nació en Reading, Inglaterra. Cursó estudios en la Leighton Park School de Reading y en la Real Academia de Arte Dramático (RADA), en Londres, donde ganó la beca John Gielgud. En sus comienzos trabajó en teatro de repertorio, y actuó una temporada en el Teatro Old Vic de Londres. Allen también actuó en varias producciones cinematográficas, entre ellas A Night to Remember (1958), sobre el hundimiento del RMS Titanic, el film de espionaje A Circle of Deception (1960), las cintas de horror The Projected Man (1966) y The Fiend (1972), la bélica Hell Boats (1970), y la comedia negra Eat the Rich (1987).
Después de actuar en las series televisivas de la BBC Compact (1963–64) y United! (1966–67), llegó su papel más recordado, el de David Hunter en la serie de larga trayectoria Crossroads (1969–85). Además, Allen fue primer actor en dos entregas de la serie de ciencia ficción Doctor Who, The Dominators (1968) y The Ambassadors of Death (1970).
Allen también actuó frecuentemente como artista invitado en The Comic Strip Presents. En el primer episodio, Five Go Mad in Dorset (1982), interpretó al Tío Quentin. Retomó el papel en la secuela Five Go Mad on Mescalin (1983), además de intervenir en South Atlantic Raiders Part 2 (1990), The Strike (1988) y Oxford (1990), y en el largometraje The Supergrass (1985). 
Otros de sus papeles televisivos llegaron en las producciones The Adventures of Robin Hood (1957), Danger Man (1960, 1961), Bergerac (1990) y Los vengadores (1964). 
Allen vivió muchos años con el actor Brian Hankins, que también actuaba en Crossroads. También tenía una gran amistad con su esposa televisiva, Sue Lloyd. Cuando la prensa británica se entrometió en su vida privada, Allen y Lloyd declararon ser pareja. Cuando el actor supo que padecía un cáncer, se casó con ella. Ronald Allen falleció tres meses después, en 1991, en Londres, a los 60 años de edad. Fue enterrado en el Cementerio y Crematorio de Reading. Sue Lloyd falleció veinte años más tarde, también a causa de un cáncer.

## Filmografía seleccionada
- A Night to Remember (1958)
- A Circle of Deception (1960)
- Cleopatra (1963)
- The Projected Man (1966)
- Hell Boats (1970)
- The Fiend (1972)
- The Supergrass (1985)
- Eat the Rich (1987)